# Feuille à feuille
Albums de Serge Lama
Symphonique
(1998) Un jour, une vie
(2003)
Feuille à feuille est un album studio de Serge Lama sorti chez WEA en 2001,. 

## Histoire
Pour la chanson Voici des fleurs, des fruits, Serge Lama s'inspire du poème Green de Paul Verlaine dont il reprend, en guise d'introduction la première strophe : 
« Voici des fruits, des fleurs, des feuilles et des branches
Et puis voici mon cœur qui ne bat que pour vous
Ne le déchirez pas avec vos deux mains blanches
Et qu'à vos yeux si beaux l'humble présent soit doux »
Puis négligeant les deux autres strophes qui forment la poésie de Verlaine, il joint à ce premier couplet, cinq autres strophes qu'il a lui même écrites, en commençant chacune d'elles par les premiers vers de Verlaine : « Voici des fruits, des fleurs, des feuilles et des branches » (puis),
« Et voici l'escalier des premiers rendez-vous,
Et mon baiser soudain sur votre peau si blanche, [...]  »
(extrait 3e couplet - texte Serge Lama).
Serge Lama compose également la musique de Voici des fleurs, des fruits en collaboration avec Nicolas Montazaut (le musicien signe trois autres musiques sur l'album). Les autres compositeurs de l'opus sont : Christophe Leporati, Yann Benoist, Sergio Tomassi et Yves Gilbert, fidèle collaborateur de Lama depuis ses débuts.

## Réception et classement
L'album est certifié disque d'or.

## Titres
L'ensemble des textes est de Serge Lama.
| No  | Titre                                        | Musique                          | Durée |
| --- | -------------------------------------------- | -------------------------------- | ----- |
| 1.  | Voici des fleurs, des fruits                 | Serge Lama, Nicolas Montazaud    | 3:22  |
| 2.  | Si tu le veux                                | Yves Gilbert                     | 1:57  |
| 3.  | Rien ne vaut vous                            | Nicolas Montazaud                | 3:38  |
| 4.  | Quand est-c' qu'on fait l'amour              | Christophe Leporatti             | 3:48  |
| 5.  | Les gens qui s'aiment                        | Yves Gilbert                     | 3:48  |
| 6.  | Je suis nostalgique                          | Nicolas Montazaud , Yann Benoist | 2:58  |
| 7.  | Les poètes                                   | Yves Gilbert                     | 3:10  |
| 8.  | Les jardins ouvriers (Les illusions)         | Yves Gilbert                     | 3:40  |
| 9.  | Les Québécoises                              | Nicolas Montazaud                | 2:56  |
| 10. | Quand on revient de là (en duo avec Lena Ka) | Nicolas Montazaud                | 3:31  |
| 11. | Femme adieu                                  | Christophe Leporatti             | 3:45  |
| 12. | Bora Bora                                    | Yves Gilbert                     | 2:23  |
| 13. | Tout plus tout                               | Christophe Leporatti             | 3:15  |
| 14. | Et moi je rends les femmes belles            | Christophe Leporatti             | 2:14  |

## Musiciens
- Sergio Tomassi : accordéon
- Yann Benoist: guitare acoustique, guitare électrique, banjo, dobro
- Laurent Vernerey : basse, contrebasse
- Laurent Faucheux : batterie
- Nicolas Montazaud : Percussion
- Claire Martin : violoncelle